# 約爾達諾夫冰原島峰
約爾達諾夫冰原島峰（英語：Yordanov Nunatak）是南極洲的冰原島峰，位於博里馬灣沿岸，處於喬拉姆冰川和明祖哈爾冰川之間，海拔高度800米，以保加利亞的工程師命名。

## 外部連結

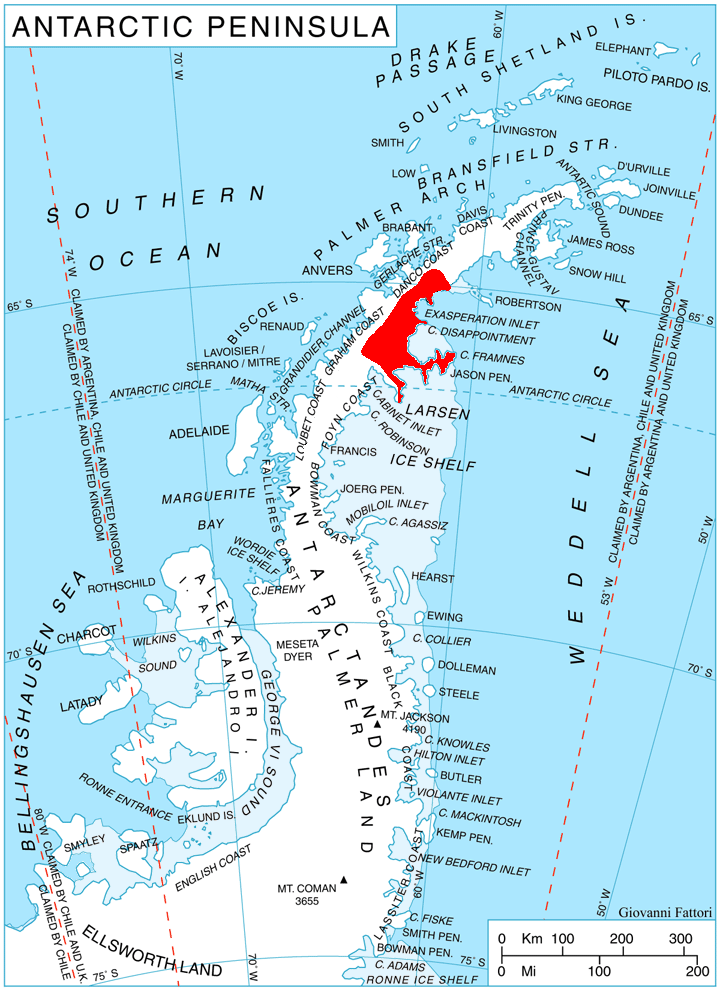

- Yordanov Nunatak. （页面存档备份，存于） SCAR Composite Antarctic Gazetteer.

65°11′32″S 62°10′01″W / 65.19222°S 62.16694°W